# Centris fluviatilis
Centris fluviatilis là một loài Hymenoptera trong họ Apidae. Loài này được Friese mô tả khoa học năm 1924.